# Allocosa gracilitarsis
Allocosa gracilitarsis este o specie de păianjeni din genul Allocosa, familia Lycosidae. A fost descrisă pentru prima dată de Purcell, 1903. Conform Catalogue of Life specia Allocosa gracilitarsis nu are subspecii cunoscute.